# 池田清定
池田 清定（いけだ きよさだ）は、因幡若桜藩（鳥取西館新田藩）の初代藩主。

## 生涯
天和3年（1683年）7月1日、因幡鳥取藩の初代藩主・池田光仲の五男として鳥取城で生まれる。元服時に、父の跡を継いで第2代藩主となっていた長兄の池田綱清から偏諱の授与を受けて清定と名乗る。元禄13年（1700年）5月25日に綱清が隠居したとき、1万5000石を分与されて若桜藩を立藩した。元禄14年（1701年）12月18日、従五位下・河内守に叙位・任官する。宝永6年（1709年）4月11日に松平姓を許された。
幕命により江戸城日比谷門番、常盤橋門番、呉服橋門番などを歴任する。享保元年（1716年）、5000石を加増されて2万石の大名となった（一説に加増は死後の享保5年（1720年）とも）。
享保3年（1718年）9月9日に江戸で死去した。享年36。跡を甥で養子の定賢が継いだ。
学問藩主であったといわれる。度量も広く、あるとき家臣が鷹狩りに行きましょうと提言したとき、鷹狩りは遊びではなく民情や地理を知るためのものであり、またそのために民衆の負担もかかるものであるので、領土も人民も持っていない自分が（若桜藩は鳥取藩からの蔵米支給であり、領地はなかった）「有土の者」のようなことをすべきではないと答えた逸話がある。